# Royal Bank Plaza

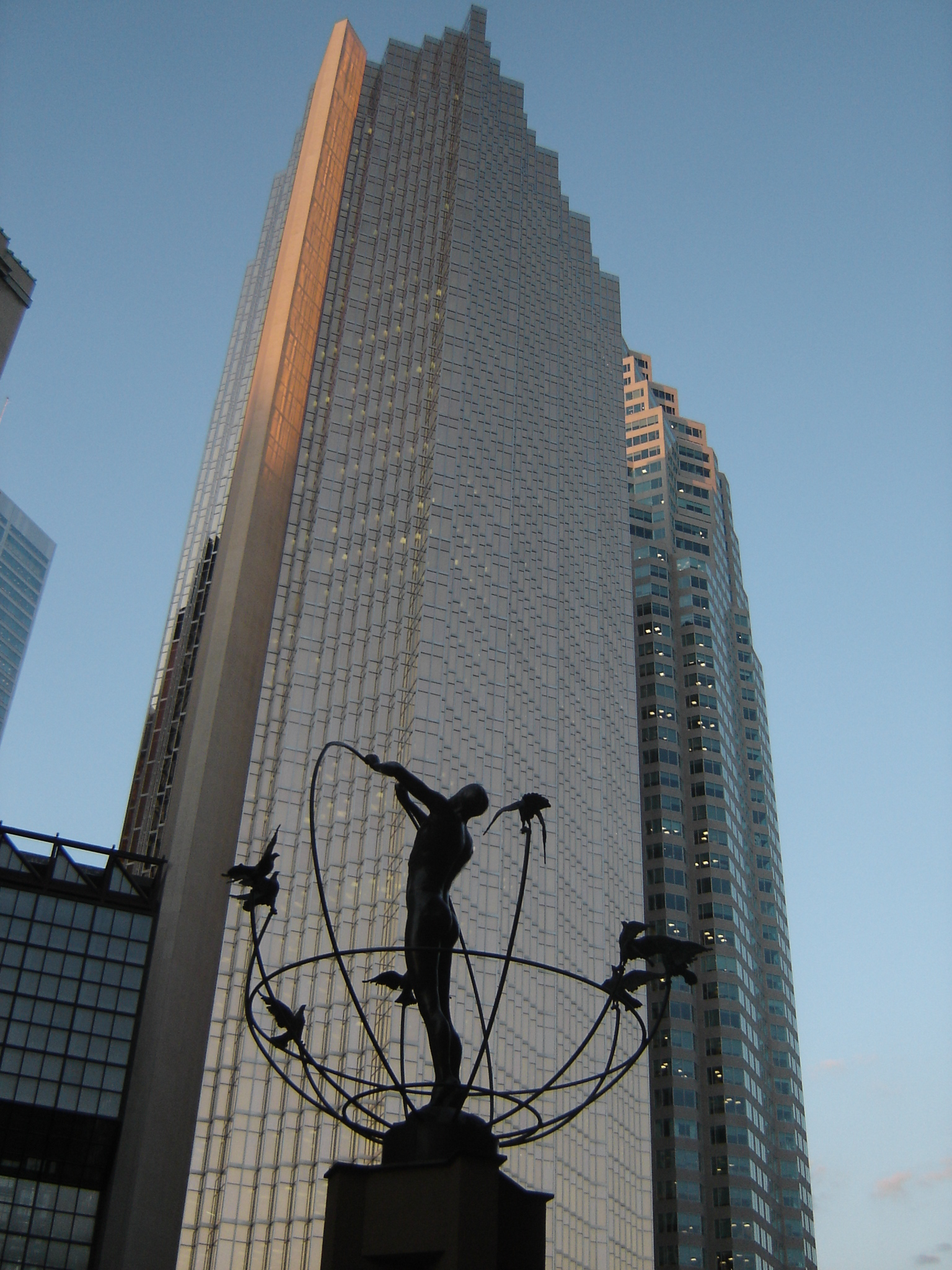

O Royal Bank Plaza é um prédio localizado na cidade de Toronto, Ontário, no Canadá.